# Jogos Mundiais de 2005
Os Jogos Mundiais de 2005 foram a sétima edição do evento que reúne esportes reconhecidos pelo Comitê Olímpico Internacional mas que não fazem parte do programa olímpico. Esta edição aconteceu em Duisburgo,na Alemanha.

## Esportes

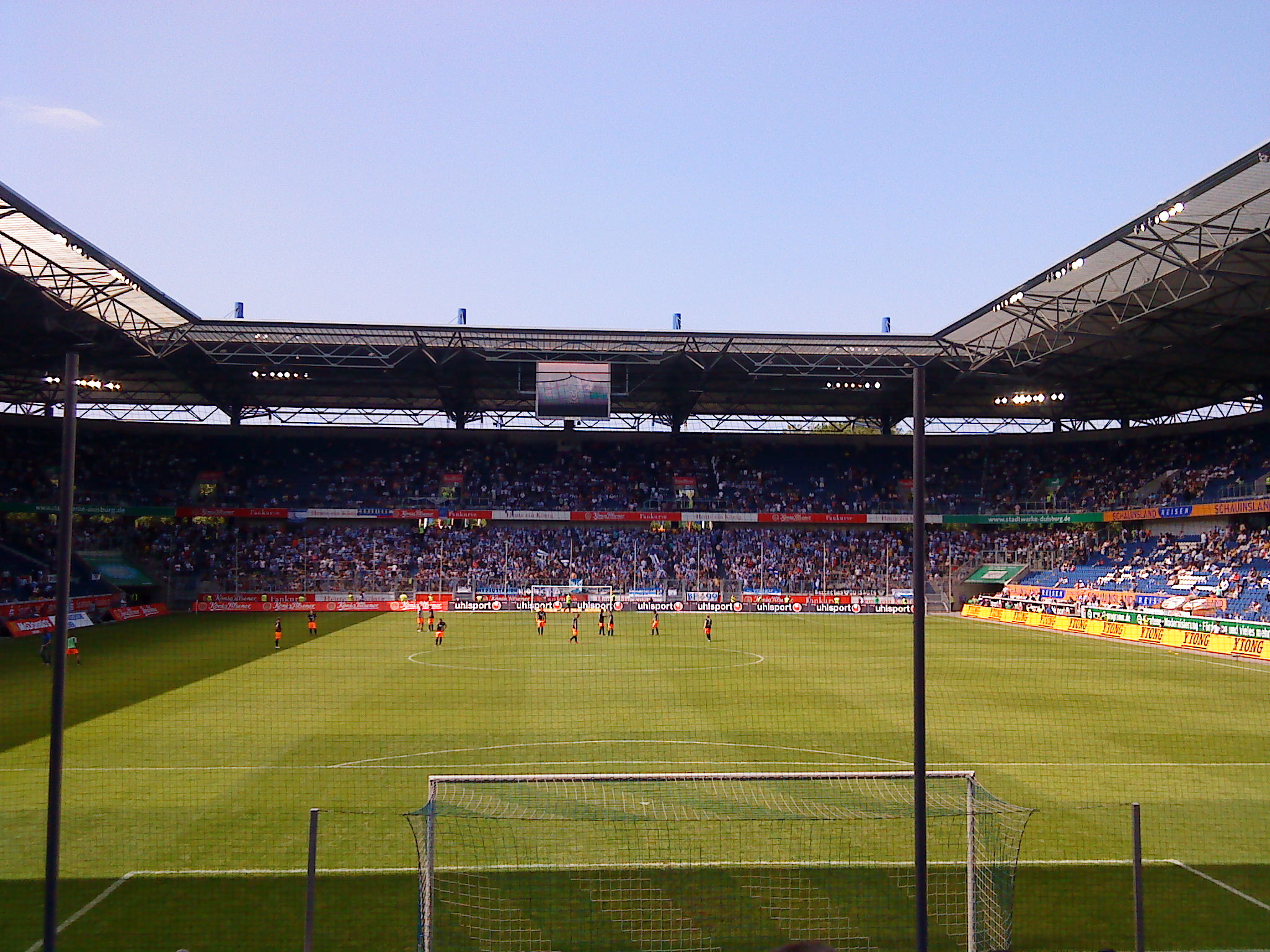
MSV-Arena, estádio principal dos Jogos.

Os esportes estão classificados em seis grupos:
| Dança e arte | Esportes com bola                                                                                        | Artes marciais |
| --- | --- | --- |
| - Dança esportiva - Ginástica acrobática - Ginástica aeróbica - Ginástica de trampolim - Ginástica rítmica - Patinação artística sobre rodas | - Caiaque polo - Corfebol - Futebol americano D - Punhobol - Handebol de praia D - Rugby Sevens - Squash | - Aikido - Caratê - Jiu-jitsu - Sumô |
| Esportes de precisão | Esportes de força                                                                                        | Esportes de orientação |
| - Bilhar - Boliche - Boules - Casting - Tiro com arco[c]                                                                                     | - Cabo de guerra - Fisiculturismo - Levantamento de peso                                                 | - Barco Dragão D - Escalada - Esqui aquático - Hóquei sobre patins D - Motociclismo D - Natação com nadadeiras - Orientação - Paraquedismo - Patinação de velocidade - Salvamento - Ultimate frisbee |

## Quadro de medalhas

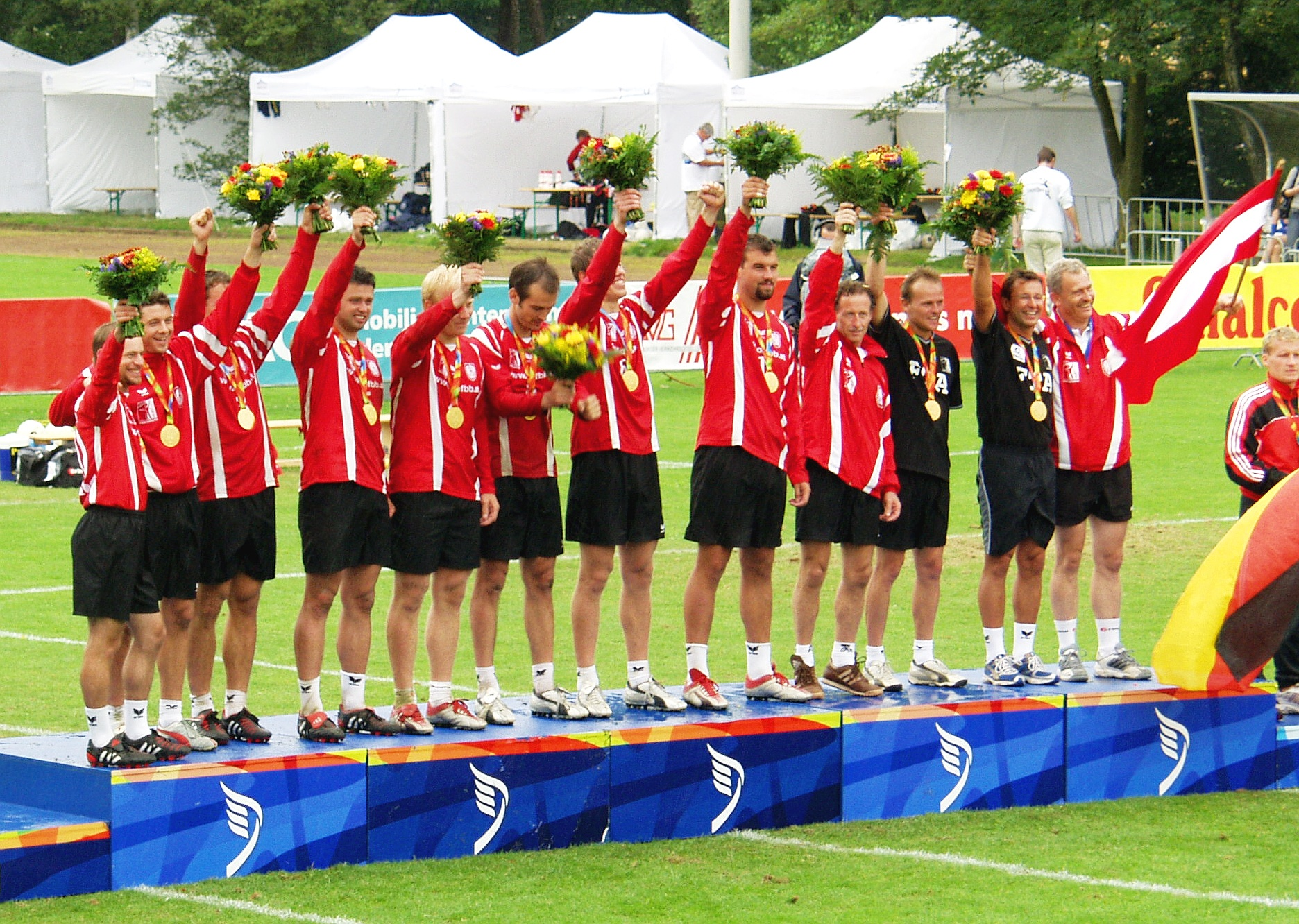
Premiação do punhobol, vencido pela Áustria.

País sede destacado.
| Ordem | País           | Medalha de ouro | Medalha de prata | Medalha de bronze |    |  |
| ----- | -------------- | --------------- | ---------------- | ----------------- | -- |  |
| 1     | Rússia         | 27              | 19               | 11                | 57 |  |
| 2     | Alemanha       | 19              | 18               | 20                | 57 |  |
| 3     | Itália         | 13              | 9                | 13                | 35 |  |
| 4     | França         | 12              | 12               | 11                | 35 |  |
| 5     | Austrália      | 7               | 9                | 4                 | 20 |  |
| 6     | Estados Unidos | 7               | 7                | 9                 | 23 |  |
| 7     | Ucrânia        | 7               | 6                | 8                 | 21 |  |
| 8     | Espanha        | 6               | 6                | 3                 | 15 |  |
| 9     | Países Baixos  | 5               | 8                | 4                 | 17 |  |
| 10    | Dinamarca      | 5               | 1                |                   | 6  |  |
| 11    | Japão          | 4               | 8                | 6                 | 18 |  |
| 12    | China          | 4               | 5                | 3                 | 12 |  |
| 13    | Áustria        | 4               | 3                | 1                 | 8  |  |
| 14    | Suíça          | 4               | 1                | 3                 | 8  |  |
| 15    | Grã-Bretanha   | 3               | 5                | 10                | 18 |  |
|       |                |                 |                  |                   |    |  |
| 30    | Brasil         | 1               | 1                | 2                 | 4  |  |
|       |                |                 |                  |                   |    |  |
| 49    | Portugal       |                 | 1                | 2                 | 3  |  |